# Gauliga Anhalt
Die Gauliga Anhalt (auch 1. Klasse Anhalt) war eine der obersten Fußballligen des Verbandes Mitteldeutscher Ballspiel-Vereine (VMBV). Sie wurde 1909 ins Leben gerufen und bestand bis zur Auflösung des VMBV 1933. Der Sieger qualifizierte sich für die Endrunde der mitteldeutschen Fußballmeisterschaft.

## Überblick
Der Gau Anhalt wurde am 4. Juli 1909 im Rahmen der konstituierenden Versammlung im Kristallpalast in Dessau gegründet. Die 1. Klasse Anhalt startete mit sieben Teilnehmern. Bis 1913/14 variierte die Anzahl der Mannschaften in der Gauliga zwischen sieben und neun Mannschaften. Mit Beginn des Ersten Weltkriegs wurde für die Spielzeit 1914/15 zwar Teilnehmer gemeldet, es ist aber unbekannt, ob die Liga in dieser Saison überhaupt gestartet ist oder zu Ende gespielt wurde. Während des Krieges fand erst ab 1916/17 wieder ein Ligaspielbetrieb statt.
Im Zuge der Spielklassenreform des VMBV 1919 war die Gauliga Anhalt nur noch zweitklassig. Mit der Kreisliga Elbe wurde eine neue oberste Spielklasse geschaffen, die neben dem Gau Anhalt noch die Gaue Altmark, Harz und Mittelelbe beinhalteten. Diese Kreisliga wurde von den Magdeburger Vereinen dominiert, der Dessauer SV 98 und der SV 07 Bernburg konnten sich aus dem Gau Anhalt zumindest teilweise in der ersten Spielklasse halten. Zur Spielzeit 1923/24 wurden die Kreisligen wieder abgeschafft, fortan war die Gauliga Anhalt bis 1933 erneut erstklassig. Ab 1924/25 wurde die Liga, mit einer Ausnahme, mit zehn Teilnehmern ausgespielt.
Im Zuge der Gleichschaltung wurde der VMBV und demzufolge auch die Gauliga Anhalt, wenige Monate nach der Machtübernahme der Nationalsozialisten im Jahre 1933 aufgelöst. Kein Verein aus diesem Gau qualifizierte sich für die neu eingerichtete erstklassige Gauliga Mitte, stattdessen wurden die Vereine in die unteren Spielklassen eingeordnet.
Die Gauliga Anhalt wurde anfangs vom FC Cöthen 02 dominiert, der sämtliche ausgetragene Gaumeisterschaften bis 1917 gewann. In den letzten Kriegsjahren konnte mit dem SV 07 Bernburg und Viktoria Zerbst erstmals andere Vereine die Gaumeisterschaft gewinnen. In den 1920ern bekam der nun in SV Cöthen 02 umbenannte Verein Konkurrenz vom Lokalrivalen SC Köthen 09, der zweimal Meister Anhalts wurde. Ende des Jahrzehntes schwand die Dominanz der Köthener Vereine, die vier letzten ausgespielten Meisterschaften gewannen je zweimal Wacker Bernburg und Viktoria Zerbst.

## Einordnung
Die übermäßige Anzahl an erstklassigen Gauligen innerhalb des VMBVs hatte eine Verwässerung des Spielniveaus verursacht, es gab teilweise zweistellige Ergebnisse in den mitteldeutschen Fußballendrunden. Die Vereine aus der Gauliga Anhalt gehörten zu den spielschwächeren Vereinen im Verband. Vor dem Ersten Weltkrieg konnte, mit Ausnahme der Spielzeit 1912/13, als die spielschwächeren Gaue eine eigene K.-o.-Runde ausspielten, nur einmal die erste Runde in der Endrunde überstanden werden. In der Spielzeit 1916/17 gelang mit dem Erreichen des Halbfinales der mitteldeutschen Fußballendrunde der größte Erfolg für einen Verein aus der Gauliga Anhalt. Auch 1925/26 konnte der anhaltinische Vertreter Viktoria Zerbst bis in die dritte Runde (Viertelfinale) vordringen und schlug dabei in der ersten Runde den FV Fortuna Magdeburg aus der stärker eingeschätzten Gauliga Mittelelbe. Anfang der 1930er wurde regelmäßig die erste Spielrunde in der mitteldeutschen Fußballendrunde überstanden.
Die größten Erfolge für die Mannschaften aus der Gauliga Anhalt kamen erst im Zuge der 1933 eingeführten Gauliga Mitte. Obwohl kein Vertreter aus der Gauliga Anhalt für die Debütsaison berücksichtigt wurde, gelang dem SV Dessau 05 zur kommenden Spielzeit der Aufstieg in diese Liga. Dem SV Dessau 05, der in der Gauliga Anhalt keinen Titel gewinnen konnte, gelang es, insgesamt sechs Gaumeistertitel der Gauliga Mitte zu erringen. Weiterer Teilnehmer in der Gauliga Mitte aus der ehemaligen Gauliga Anhalt war der SV Dessau 98.

## Meister der Gauliga Anhalt 1910–1933
| Jahr      | Gaumeister Anhalt | Abschneiden mitteldt. Meisterschaft a | Mitteldeutscher Meister       |
| --------- | ----------------- | ------------------------------------- | ----------------------------- |
| 1909/10   | FC Cöthen 02      | Vorrunde (1)                          | VfB Leipzig                   |
| 1910/11   | FC Cöthen 02      | Vorrunde (1)                          | VfB Leipzig                   |
| 1911/12   | FC Cöthen 02      | 1. Runde (1)                          | SpVgg 1899 Leipzig-Lindenau   |
| 1912/13   | FC Cöthen 02      | Finale B (4)                          | VfB Leipzig                   |
| 1913/14   | FC Cöthen 02      | Achtelfinale (2)                      | SpVgg 1899 Leipzig-Lindenau   |
| 1914/15   | abgebrochen       | keine mitteldeutsche Endrunde         | keine mitteldeutsche Endrunde |
| 1915/16   | kein Spielbetrieb | kein Spielbetrieb                     | FC Eintracht Leipzig          |
| 1916/17   | FC Cöthen 02      | Halbfinale (3)                        | Hallescher FC 1896            |
| 1917/18 b | SV 07 Bernburg b  | Vorrunde (1)                          | VfB Leipzig                   |
| 1918/19   | Viktoria Zerbst   | Vorrunde (1)                          | Hallescher FC 1896            |
| 1919/20   | Kreisliga Elbe    | Kreisliga Elbe                        | VfB Leipzig                   |
| 1920/21   | Kreisliga Elbe    | Kreisliga Elbe                        | FC Wacker Halle               |
| 1921/22   | Kreisliga Elbe    | Kreisliga Elbe                        | SpVgg 1899 Leipzig-Lindenau   |
| 1922/23   | Kreisliga Elbe    | Kreisliga Elbe                        | SV Guts Muts Dresden          |
| 1923/24   | SV Cöthen 02      | 1. Runde (1)                          | SpVgg 1899 Leipzig-Lindenau   |
| 1924/25   | SV Cöthen 02      | 1. Runde (1)                          | VfB Leipzig                   |
| 1925/26   | Viktoria Zerbst   | Viertelfinale (3)                     | Dresdner SC                   |
| 1926/27   | SC Köthen 09      | 1. Vorrunde (1)                       | VfB Leipzig                   |
| 1927/28   | SC Köthen 09      | 1. Vorrunde (1)                       | FC Wacker Halle               |
| 1928/29   | SV Köthen 02      | 1. Vorrunde (1)                       | Dresdner SC                   |
| 1929/30   | Wacker Bernburg   | 2. Vorrunde (2)                       | Dresdner SC                   |
| 1930/31   | Wacker Bernburg   | 2. Vorrunde (2)                       | Dresdner SC                   |
| 1931/32   | Viktoria Zerbst   | 2. Vorrunde (2)                       | PSV Chemnitz                  |
| 1932/33   | Viktoria Zerbst   | 2. Runde (2)                          | Dresdner SC                   |

## Rekordmeister
Rekordmeister der Gauliga Anhalt ist der SV Köthen 02, der den Titel neun Mal gewinnen konnten.
|  | Verein                      | Titel | Jahr                                                                            |
|  | --------------------------- | ----- | ------------------------------------------------------------------------------- |
|  | FC Cöthen 02 / SV Köthen 02 | 9     | 1909/10, 1910/11, 1911/12, 1912/13, 1913/14, 1916/17, 1923/24, 1924/25, 1928/29 |
|  | Viktoria Zerbst             | 4     | 1918/19, 1925/26, 1931/32, 1932/33                                              |
|  | SC Köthen 09                | 2     | 1926/27, 1927/28                                                                |
|  | Wacker Bernburg             | 2     | 1929/30, 1930/31                                                                |
|  | SV 07 Bernburg              | 1     | 1917/18                                                                         |

## Ewige Tabelle
Berücksichtigt sind alle überlieferten Spielzeiten der erstklassigen Gauliga Anhalt von 1909 bis 1933. Die vollständige Abschlusstabelle der Meisterschaft 1909/10 ist nicht überliefert, daher ist für diese Spielzeit nur die Teilnahme berücksichtigt. Die Abschlusstabelle 1918/19 ist nicht überliefert, daher floss diese Spielzeit nicht mit in die ewige Tabelle ein. Die überlieferte Abschlusstabelle 1910/11 weist eine gesamte Tordifferenz von −3 auf. Da es in einigen Spielzeiten zu Spielen kam, die als Niederlage für beide Mannschaften gewertet wurden, gibt es mehr Gegenpunkte als Punkte.
| Pl. | Verein                                              | Jahre | Sp. | S   | U  | N   | T+  | T-  | Diff. | Punkte  | Ø-Pkt. | Titel | Spielzeiten                     |
| --- | --------------------------------------------------- | ----- | --- | --- | -- | --- | --- | --- | ----- | ------- | ------ | ----- | ------------------------------- |
| 1.  | FC Cöthen 02 / SV Cöthen 02 / SV Köthen 02          | 17    | 272 | 165 | 38 | 69  | 879 | 511 | +368  | 368:176 | 1,35   | 9     | 1909–1918, 1923–1933            |
| 2.  | Dessauer FC 98 / Dessauer SV 98                     | 17    | 272 | 146 | 33 | 93  | 728 | 533 | +195  | 325:219 | 1,19   | 0     | 1909–1918, 1923–1933            |
| 3.  | Viktoria Zerbst                                     | 17    | 272 | 137 | 23 | 112 | 699 | 573 | +126  | 297:247 | 1,09   | 4     | 1909–1918, 1923–1933            |
| 4.  | SC Cöthen 09 / Sp.Abt. 09 im TC Cöthen/SC Köthen 09 | 15    | 241 | 118 | 29 | 94  | 639 | 448 | +191  | 265:217 | 1,1    | 2     | 1909–1917, 1923–1932            |
| 5.  | Cöthener FC Germania 03                             | 15    | 242 | 106 | 38 | 98  | 560 | 533 | +27   | 250:234 | 1,03   | 0     | 1909–1914, 1923–1933            |
| 6.  | FC Dessau 05 / SV Dessau 05                         | 16    | 260 | 106 | 38 | 116 | 492 | 605 | −113  | 250:270 | 0,96   | 0     | 1909–1917, 1923–1933            |
| 7.  | SV 07 Bernburg                                      | 16    | 254 | 101 | 36 | 117 | 502 | 563 | −61   | 238:270 | 0,94   | 1     | 1909–1914, 1917/18, 1923–1933   |
| 8.  | Wacker Bernburg                                     | 11    | 198 | 92  | 33 | 73  | 488 | 410 | +78   | 217:179 | 1,1    | 1     | 1917/18, 1923–1933              |
| 9.  | 1. SC 1900 Zerbst                                   | 12    | 206 | 66  | 18 | 122 | 329 | 590 | −261  | 150:262 | 0,73   | 0     | 1911–1918, 1923–1926, 1927–1931 |
| 10. | SV Germania Roßlau                                  | 8     | 149 | 28  | 17 | 104 | 238 | 484 | −246  | 73:225  | 0,49   | 0     | 1916/17, 1923–1929, 1931/32     |
| 11. | SC Dessau 1911                                      | 5     | 89  | 28  | 16 | 45  | 176 | 286 | −110  | 72:106  | 0,81   | 0     | 1916/17, 1926/27, 1930–1933     |
| 12. | SV Viktoria Güsten                                  | 4     | 74  | 23  | 14 | 37  | 148 | 205 | −57   | 60:88   | 0,81   | 0     | 1928–1930, 1931–1933            |
| 13. | FC 1915 Dellnau                                     | 3     | 50  | 19  | 4  | 27  | 89  | 109 | −20   | 42:58   | 0,84   | 0     | 1916–1918, 1923/24              |
| 14. | FC Burgund Bernburg                                 | 1     | 21  | 4   | 1  | 16  | 26  | 74  | −48   | 9:33    | 0,43   | 0     | 1923/24                         |
| 15. | SV Hertha Zerbst                                    | 1     | 18  | 3   | 1  | 14  | 19  | 49  | −30   | 7:29    | 0,39   | 0     | 1916/17                         |
| 16. | Dessauer FC Germania 1911                           | 1     | 16  | 0   | 1  | 15  | 13  | 49  | −36   | 1:31    | 0,06   | 0     | 1913/14                         |